# 岩槻市
岩槻市（日语：／ Iwatsuki shi */?）是埼玉縣東部的一個已不存在的市。2005年（平成15年）4月1日，編入埼玉市，旧市域變為埼玉市的岩槻區。